# Комовица
Комовица (комова) је природна ракија добијена од испресованог грожђа помешаног са водом и шећером. Најчешће је нуспродукт настао у процесу прављења вина.

## Историја комовице
Комовица је ракија која се производи вековима. Многи не праве разлику између лозоваче и комовице. Комовица је ракија добијена од комине грожђа која остаје после цеђења вина, где се може додати и вински талог, док је лозовача ракија добијена дестилацијом ферментисаног грожђаног кљука (кљук је грожђе одвојено од петељки и измуљано).

## Производња комовице
На сто литара слатке комине у каци, се додаје два литра квасца ради убрзавања врења, које обично траје 10 до 15 дана. Ракија комовица справља се дестилацијом превреле комине од грожђа, која остаје после цеђења вина. Од 100 килограма грожђа, добије се 15 до 30 килограма свеже, непревреле слатке, или 13—25 килограма превреле комине. Ако је комина остала при справљању ружичастих и црних вина]], може у неким случајевима да садржи извесну количину непреврелог шећера. Њу стога треба ставити у дрвене каце или у пластичну бурад да за неколико дана проври и одмах дестилирати. 
Слатка комина која се добија при справљању белих вина цеђењем шире треба најпре да проври, па тек онда да се дестилише. Приликом чувања превреле комине до момента дестилације или стављања на врење слатке, непревреле, треба је заштити од ваздуха. То је неопходно јер се у присуству ваздуха развијају бактерије из сирћетне киселине и плесни, које јако кваре укус и мирис будуће ракије комовице. Из овог разлога, често лоше чуване комине могу бити потпуно неупотребљиве. Препоручује се мешање делимично или потпуно превреле комине добијене при справљању ружичастих и црних вина слатком комином, која остаје при справљању белих вина. То се ради због тога што обојена комина садржи шећере који убрзавају врење слатке комине. При оваквим условима врење слатке комине завршава се за око две недеље, а када преври само слатка комина врење траје и 3—4 недеље.
Слатку комину треба добро сабити у дрвене или пластичне каце како би се истиснуо ваздух. Препоручљиво је да се дода око два литра квасца на 100 килограма комине ради убрзања врења. Комина се сабија дрвеним маљем или гажењем. Да би се заштитила од ваздуха, на горњи слој комине ставља се слој сламе, петељки или лишћа, а затим око 30 центиметара земље, а изнад ње слој песка дебљине 20 центиметара. Овако се комина припрема за дуже чување. Међутим, ако ће се она по завршетку врења дестилисати (пећи) овај поступак може да изостане, поготову ако се ради о мањим количинама комине. У том случају у пластичну бурад или каце треба, колико је то могуће, сабити комину и заштити је поклопцем (не сме се потпуно затегнути поклопац на пластичном суду, јер угљен-диоксид током врења неће моћи да напушта суд), или везивањем полиетиленске фолије.
После 10—14 дана она се може дестилисати јер је врење завршено. Око 100 килограма комине добијене од вина јачине 10 вол. % алкохола може се очекивати 10—11 литара ракије комовице јачине 50 вол. % алкохола.

## Комовица као лек
Комовица се традиционално користи за прављење облога за реуматична места или снижавање високе температуре. Пијењем мањих количина ракије убрзава се циркулација крви у организму, па се тако делује на метаболизам. Лековита својства комовице могу се повећати додавањем лековитих трава или шумских плодова и то на три начина: конзервирањем неких плодова (нпр. рибизли) у ракији, додатком лековитих трава или печењем ракије с додатком лековитих трава.

## Занимљивости
Иван Јастребов је споменуо планину Кумулу у Албанији. Кумула значи шљива, али шљива на тој планини нема. Називи планина Комови, Кумула... су у могућој вези са комовицом (шљивом).